# Aleksandr Litvinenko

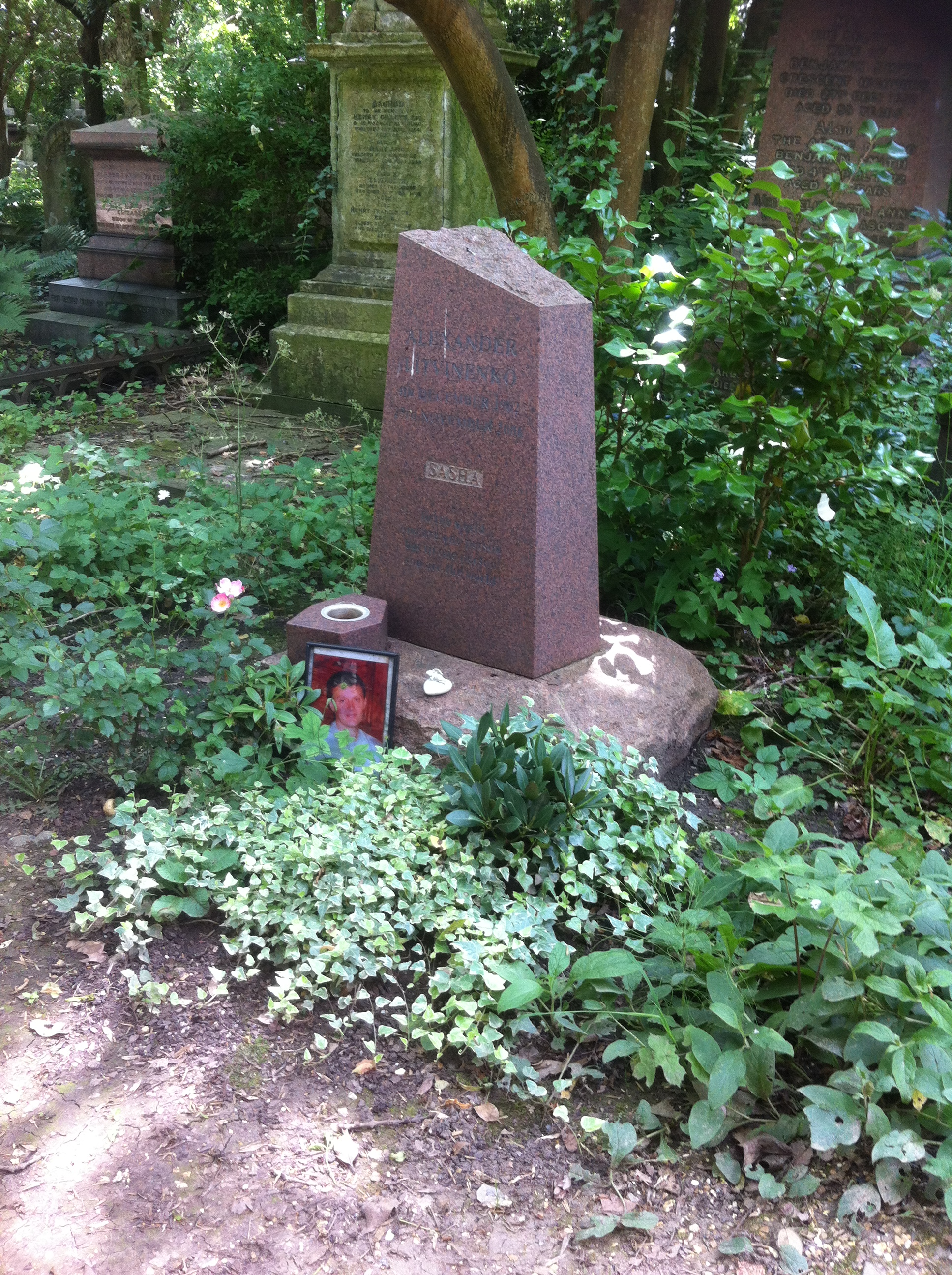
Graf van Aleksandr Litvinenko

Aleksandr Valterovitsj Litvinenko  (Russisch: Александр Вальтерович Литвиненко) (Voronezj, 4 december 1962 - Londen, 23 november 2006) was een Russische voormalige veiligheidsdienstmedewerker die later dissident werd.
Litvinenko was een ex-KGB-kolonel en ex-FSB-luitenant-kolonel die op 43-jarige leeftijd in Londen overleed. Hoewel hij van origine Russisch was, werd hij in oktober 2006 genaturaliseerd tot Brits staatsburger. 
Hij werd op 1 november 2006 met vergiftigingsverschijnselen in een Londens academisch ziekenhuis opgenomen. Aanvankelijk vermoedde men dat het een thalliumvergiftiging betrof. Na zijn overlijden bleek uit een rapport van het ziekenhuis dat het om het giftige en radioactieve isotoop polonium-210 ging. Op 17 december maakte de Britse politie bekend dat Litvinenko een tienmaal dodelijke dosis polonium was toegediend. Politiewoordvoerders verklaarden niet te weten of dat wees op onhandigheid van de daders, of dat dit onderdeel was van het signaal dat de moordenaars wilden afgeven. De gebruikte hoeveelheid polonium kostte naar schatting 7,6 miljoen euro. Later onderzoek wees uit dat het gif via een theepot in het Londense Millennium Hotel werd toegediend.
Litvinenko's dood werd al snel in het kader van zijn felle tegenstand tegen de regering van Poetin geplaatst. Zo beweerde hij in 1998 dat er door de Russische overheid een samenzwering tegen de naar het Verenigd Koninkrijk gevluchte Russische zakenman Boris Berezovski op touw was gezet om hem te vermoorden. Verder zou volgens hem de FSB achter aanslagen in 1999 op appartementen in Moskou hebben gezeten. De Tsjetsjenen kregen van het Kremlin de schuld van de aanslagen, waardoor een nieuwe Tsjetsjeense oorlog begonnen kon worden. Ook beweerde Litvinenko dat de FSB Al Qaida-leiders in Dagestan zou hebben getraind. In de periode vóór zijn opname in het ziekenhuis was Litvinenko op zoek naar de daders van de moord op de Russische journaliste, publiciste en mensenrechtenactiviste Anna Politkovskaja die op 7 oktober 2006 het leven liet. Om deze reden(en) zou Litvinenko volgens hem en anderen zijn vergiftigd door de Russische overheid.
In een brief die Litvinenko op zijn sterfbed schreef meldde hij:

Mogelijk lukt het u om een mens tot zwijgen te brengen, maar het geluid van het protest uit de hele wereld zal u, meneer Poetin, voor de rest van uw leven in de oren klinken.

Poetin, zelf een voormalig officier van de inlichtingendienst, ontkende elke betrokkenheid.
Op 1 december verklaarde de Britse inlichtingendienst dat zij de betrokkenheid van Poetin bij de vergiftiging uitsloot. Ze zochten de schuldige bij "criminele elementen binnen de Russische staat". De Britse rechter Robert Owen kwam in januari 2016 na een onderzoek van een jaar tot de conclusie dat president Poetin de moord vermoedelijk persoonlijk goedkeurde.
Enige tijd vóór zijn dood had Litvinenko  in Tel Aviv een dossier overhandigd aan de gevluchte Yukos-leider Leonid Nevzlin, de hoogste functionaris na Chodorkovski. Volgens Nevzlin bevatte dit dossier informatie over wat er gebeurde met mensen die tegen de opsplitsing van Yukos waren, inclusief verdwenen, gedode en gevangengezette personen en de relaties van de Russische overheid hierbij.
Bij zijn vrouw Marina en de Italiaanse geleerde Mario Scaramella werd ook besmetting met polonium geconstateerd, maar de hoeveelheid was te weinig om dodelijk te zijn. Scaramella was een goede kennis van Litvinenko en een van de mensen met wie hij contact had op de dag van zijn vergiftiging.
Een dag na de dood van Litvinenko werd de voormalige Russische premier Jegor Gajdar tijdens een bezoek aan Ierland met plotselinge gezondheidsproblemen opgenomen in het ziekenhuis. Men vreesde eveneens vergiftiging, maar daar bleek geen sprake van te zijn. Het aantal radioactief besmette locaties in Londen sinds de dood van Litvinenko werd vastgesteld op 24. Een gevangengezette ex-FSB-functionaris, Trepasjkin, verklaarde dat hij Litvinenko al in 2002 had gewaarschuwd dat de FSB een eskader had ingesteld om hem te vermoorden.
Achmed Zakajev, de minister van Buitenlandse zaken van de onafhankelijkheidsregering van de Tsjetsjeense republiek Itsjkerië, stelde dat Litvinenko zich kort voor zijn vergiftiging zou hebben bekeerd tot de islam. Litvinenko zou ook volgens de islamitische tradities zijn begraven. Zakajev verklaarde verder dat Litvinenko gewenst had in Tsjetsjenië begraven te worden, zodra dit mogelijk was.

## Onderzoek
Eind januari 2007 werd bekend dat de Engelse recherche ruimschoots bewijs heeft vergaard tegen twee verdachten (Andrej Loegovoj en Dmitri Kovtoen). Omdat deze beiden echter in Rusland woonachtig zijn, kan niet tot vervolging overgegaan worden. Volgens de Engelse krant The Sun is de zaak hiermee opgelost en gesloten. Kroongetuige in deze zaak is Joeri Sjvets.
Uit diplomatieke telegrammen die WikiLeaks eind 2010 openbaar maakte, bleek dat volgens Amerikaanse diplomaten Litvinenko niet zonder toestemming van Poetin kon zijn vermoord. Ook kwamen in deze documenten aanwijzingen naar voren dat de Russen het onderzoek in Engeland tegenwerkten. Duitse onderzoekers ontdekten volgens de bestanden dat Kovtoen een spoor van polonium in Duitsland had achtergelaten voordat hij Litvinenko in het Londense hotel ontmoette. Het vliegtuig dat Kovtoen naar Londen bracht had geen sporen van polonium. De Duitsers wilden daarna het Aeroflot-toestel waarmee Kovtoen naar Duitsland vloog na een nieuwe landing in Duitsland aan de grond houden en onderzoeken, maar de Russische autoriteiten kregen hier lucht van en gebruikten daarna een ander toestel. In 2009 stopten de Duitsers het onderzoek naar Kovtoen. De andere deelnemer aan de bijeenkomst in het hotel, Loegovoj, eveneens een oud-KGB-agent, was lid van de doema en daarmee onschendbaar. Volgens politiek analist Stanislav Belkovsky genoot hij de persoonlijke bescherming van Poetin.
Litvinenko wees volgens EU-parlementariër Gerald Batten op de FSB en KGB informatie waaruit bleek dat Romano Prodi decennialang informant van de KGB-informant en FSB in Italië zou zijn geweest.
In september 2021 wees het Europees Hof voor de Rechten van de Mens in Straatsburg "zonder twijfel" Rusland aan als verantwoordelijke voor de moord op Litvinenko. Het Hof veroordeelde Rusland tot een schadevergoeding aan de weduwe van 100.000 euro. Het land is lid van de Raad van Europa en is daardoor gebonden aan uitspraken van het Hof.

## Biografie
Zijn weduwe Marina Litvinenko en zijn vriend, die voor zijn asiel in Engeland zorgde, Alex Goldfarb, publiceerden in 2007 zijn biografie. De Engelstalige titel luidde: Death of a Dissident: Alexander Litvinenko and the Death of Russian Democracy. De Nederlandse vertaling kwam in hetzelfde jaar uit met als titel: Dood van een dissident (ISBN 978 90 274 5542 0 Uitgeverij Het Spectrum). 